# Fuse of Love
Fuse of Love, FUSE OF LOVE – piąty album studyjny japońskiej piosenkarki Mai Kuraki, wydany 24 sierpnia 2005 roku. Album osiągnął 3 pozycję w rankingu Oricon i pozostał na liście przez 13 tygodni, sprzedał się w nakładzie 185 350 egzemplarzy. Album zdobył status złotej płyty.

## Lista utworów
Wszystkie słowa są autorstwa Mai Kuraki.
| Nr  | Tytuł                                         | Kompozycja                         | Aranżacja                           | Czas |
| --- | --------------------------------------------- | ---------------------------------- | ----------------------------------- | ---- |
| 1.  | "Honey, feeling for me"                       | Aika Ōno                           | Shingo Kamata                       | 4:08 |
| 2.  | "P.S♡MY SUNSHINE"                             | Hitoshi Okamoto (from GARNET CROW) | Hitoshi Okamoto                     | 3:50 |
| 3.  | "You look at me~one"                          | Yoshinobu Ōga (from OOM)           | Yoshinobu Ōga                       | 3:59 |
| 4.  | "Kakenukeru inazuma" (jap. 駆け抜ける稲妻)    | Yoshinobu Ōga                      | Yoshinobu Ōga                       | 5:01 |
| 5.  | "Don't leave me alone"                        | Yoshinobu Ōga                      | Yoshinobu Ōga                       | 4:55 |
| 6.  | "Love,needing"                                | Aika Ōno                           | Hiroshi Asai (from the★tambourines) | 3:18 |
| 7.  | "Dancing" (jap. ダンシング Danshingu)         | Akihito Tokunaga                   | Akihito Tokunaga                    | 3:48 |
| 8.  | "Tell me what"                                | Aika Ōno                           | Hitoshi Okamoto                     | 3:51 |
| 9.  | "LOVE SICK"                                   | Yoshinobu Ōga                      | Yoshinobu Ōga                       | 4:07 |
| 10. | "Ashita e kakeru hashi" (jap. 明日へ架ける橋) | Akihito Tokunaga                   | Daisuke Ikeda, Akihito Tokunaga     | 4:00 |
| 11. | "I sing a song for you"                       | Aika Ōno                           | Aika Ōno                            | 3:53 |
| 12. | "chance for you"                              | Aika Ōno                           | Hiroshi Asai                        | 3:31 |

## Notowania
| Lista                       | Pozycja |
| --------------------------- | ------- |
| Oricon Weekly Albums Chart  | 3       |
| Oricon Monthly Albums Chart | 3       |
| Oricon Yearly Albums Chart  | 81      |